# اختلال‌های وابسته به استرس
اختلال‌های وابسته به استرس می‌تواند شامل اختلال‌های سلامت روان باشد که در نتیجه یک پاسخ نامعمول به اضطراب کوتاه‌مدت و بلندمدت ناشی از استرس فیزیکی، ذهنی یا عاطفی باشد. این اختلال‌ها می‌توانند شامل اختلال وسواس فکری-اجباری و اختلال استرس پس از سانحه باشند، اما محدود به آن نیستند.